# 鄭有年
鄭有年（1543年—？），字國瑞，浙江衢州府西安縣（今屬衢州市）人，民籍，明朝政治人物。

## 生平
嘉靖四十三年（1564年）甲子科浙江鄉試第三十名。萬曆五年（1577年），登丁丑科第二甲第四十三名進士。授工部主事，升营缮司郎中，以督修慈宁宫之功，十三年六月升太僕寺少卿，仍管司事。十九年五月父亲郑沧去世，贈太僕寺少卿，賜祭葬。二十一年二月考察罢职。

## 家族
曾祖鄭鑾；祖父鄭橞；父鄭滄，恩例冠帶。母傅氏。具慶下。